# Matilde Capuis
Matilde Capuis   (Nàpols, 1 de gener de 1913 - Torí, 31 de gener de 2017) va ser una compositora i pianista italiana.

## Biografia
Va començar els seus estudis musicals a Venècia amb Gabriele Bianchi, completant-los al Conservatori Luigi Cherubini de Florència.
Va compondre música de cambra, sacra i simfònica. Com a pianista, va tocar durant molts anys en duet amb el violoncel·lista Ugo Attilio Scabia.
En el període 1969-1983 va ser primer titular de la càtedra de Teoria i després de la de Composició al Conservatori Giuseppe Verdi de Torí, des de llavors va viure a la capital piemontesa de la qual també va rebre la ciutadania honorària.
El 1994, l'editorial musical alemanya Furore Verlag va comprar tota la seva música inèdita per a la seva publicació.
El 8 de març de 2013 es va celebrar el seu centenari amb un concert a la sala de concerts del Conservatori Giuseppe Verdi de Torí.
Va morir als 104 anys. El seu funeral va tenir lloc a Torí a l'església de Santa Rosa da Lima.

## Composicions (llistat parcial)
- Simfonia en Sol major
- Concentus brevis per a oboè i orquestra de corda
- El Lament de la Madonna per a solistes, cor i orquestra
- Quartet de corda en Do sostingut menor
- Diàleg breu per a clarinet, violí, violoncel i piano
- Pàgines breus de música de cambra per a joves per a violí, viola i violoncel
- Dos moviments per a oboè i piano
- Sonata núm. 1 en do menor per a violoncel i piano
- Sonata núm. 2 en re menor per a violoncel i piano
- Sonata núm. 3 en fa sostingut major per a violoncel i piano
- Sonata núm. 4 en sol major per a violoncel i piano
- Sonata núm. 5 per a violoncel i piano
- Elegia per a violoncel i piano
- Imatges per a violoncel i piano
- Tema variat per a violoncel i piano
- Balada per a violoncel i piano
- Animato per a violoncel i piano
- La nau de la vida, Lieder
- Preludi, Allegro, Fantasia per a orgue
- 8 cançons per a nens
- Cançó de bressol (1944)